# 中村光 (棋手)
中村光（英語：Christopher Hikaru Nakamura，1987年12月9日—），美籍美日混血西洋棋棋手。父親為日本人，母親為美國人，1989年全家移民美國，次年父母離異，其母親改嫁美籍斯里蘭卡裔棋師苏尼尔·威拉曼特里。
受到繼父的影響，中村於七歲那年開始學習西洋棋，並進步神速，到15歲時成為全美西洋棋冠軍，成為了当时美國有史以來最年輕的西洋棋特级大师。
他贏得五次美國國際象棋冠軍，贏得2011年塔塔鋼鐵國際象棋錦標賽A組冠軍，並代表美國參加了五次國際象棋奧林匹克，獲得了團體金牌和兩枚團體銅牌。
他2015年8月達到USCF評級峰值2900。位居世界第二，僅次於馬格努斯·卡爾森。
2014年5月，當國際棋聯開始發布官方中速棋和快棋評級時，中村在兩個榜單中均排名世界第一；從那以後，他一直保持在兩個榜單的首位或附近。截至2021年12月他贏得了過去四場 Chess.com 國際象棋快棋錦標賽的全部冠軍。
中村光在Chess.com活躍，常在該站與其他玩家對弈。

## 早年
中村光出生于日本大阪府枚方市，母亲卡罗琳·梅洛（Carolyn Merrow Nakamura）是一位音乐家和教师，父亲为日本人Nakamura Shuichi。他有一位比他大一岁的哥哥Asuka Nakamura，后者也曾是活跃的国际象棋棋手。
1989年，中村光两岁时，一家人搬去了美国。一年后的1990年，他的父母宣告离婚。
中村光在纽约州的白原市长大。他7岁时开始下国际象棋，第一任老师是斯里兰卡裔棋手苏尼尔·威拉曼特里，后者也是他的继父（苏尼尔在中村光的哥哥Asuka拿下1992年的全国幼儿园国际象棋冠军之后开始注意到其天赋，并因此和中村兄弟的母亲卡罗琳结缘）。

## 象棋神童
在10岁的时候，中村光成为了有史以来击败国际大师时最年轻的美国棋手。1998年4月，他成为了有史以来拿到美国国家大师头衔时最年轻的棋手（该记录保持至2008年）。
2003年，中村光成为了国际象棋特级大师，并以15岁79天的年龄将费舍尔保持的史上最年轻美籍特级大师的记录缩短了三个月。

## 棋手生涯
2002年7月，中村光在费城举办的第30届世界国际象棋公开锦标赛上获得第56名。
2004年12月，中村光在2005年美国国际象棋锦标赛上夺冠。他是费舍尔之后最年轻的美国冠军。在本届比赛上，中村光在9轮常规赛中保持不败获得7分，与Alexander Stripunsky同分，并在其后的决胜赛中连取两盘击败对手。另外，在第七轮比赛中，中村光击败了当时全美等级分最高的特级大师格雷戈里·凯达诺夫。

### 2021年
中村光继续参加国际象棋冠军巡回赛，首先参加了2月举行的Opera欧洲中速棋赛。在第一阶段的循环赛中，他的记录起起伏伏。中村光在循环赛最后一轮面对美国特级大师塞缪尔·尚克兰德的比赛尤为关键，如果取胜或者下成和棋，他将晋级淘汰赛阶段。虽然中村光取得了优势，但未能将其转化为胜利，最后输掉了比赛。由于与俄罗斯特级大师丹尼尔·杜博夫的破同分记录，中村光被淘汰。
在国际象棋冠军巡回赛的下一站赛事——芒努斯·卡尔森邀请赛上，中村光在第一阶段取得第四名，晋级淘汰赛。随后，他在为期两天的四分之一决赛中输给了俄罗斯特级大师涅波姆尼亚奇。
在国际象棋冠军巡回赛的第五站——New In Chess经典赛上，中村光在第一阶段取得第二名，晋级淘汰赛。在四分之一决赛和半决赛分别击败黎光廉和沙赫里亚尔·马梅季亚罗夫之后，杀入决赛的中村光负于卡尔森，获得亚军。在另两站赛事——FTX加密杯和Chessable大师赛上，中村光也晋级淘汰赛。在巡回赛中，中村光位列第五。
8月，中村光以不败战绩赢得了圣路易斯中速棋和快棋赛。他在中速棋赛中取得3胜6和，在快棋赛中取得6胜12和。
12月，中村光在Chess.com举办的2021年快棋冠军赛（2021 Speed Chess Championship）上，在决赛中以23-8击败苏伟利。这是他在该赛事上连续第四次夺魁。
12月26-28日，中村光参加了在华沙举行的2021世界中速棋冠军赛，获得第六名。在29日他参加了2021世界快棋冠军赛，但由于COVID-19检测呈阳性而不得不退出比赛。

### 2022年
3月18日，中村光在Chess.com举办的2022年超快棋冠军赛（Bullet Chess Championship）上，于决赛中击败安德鲁·唐而夺冠。
6月16日至7月4日，中村光参加了2022年国际象棋世界冠军候选人赛，最终在14轮比赛中积7.5分。值得一提的是，他在最后一轮对阵丁立人的比赛中，只要不败即可确保拿到候选人赛的第二名。可惜中村光执黑败于丁立人，遗憾位居第四。在卡尔森大概率放弃卫冕（正式决定于候选人赛结束之后做出）的情况下，中村光本有可能借此取得通过与候选人赛的冠军扬·涅波姆尼亚奇进行决赛来决定世界冠军归属的资格。

### 2023年
10月至11月，中村光参加了2023年国际棋联大瑞士制比赛，以11轮5胜6和共积8分的战绩取得亚军，从而取得了通往2024年国际象棋世界冠军候选人赛的门票。
11月，前世界冠军克拉姆尼克在他的Chess.com网页上暗示某位顶级选手涉嫌作弊，因为其最近四十余场的在线快棋连胜纪录在统计学上几乎不可能。中村光认为该指控是针对自己的，并对涅波姆尼亚奇在推特上转发该指控表示不满。其后，中村光多次在直播中以各种方式反驳克拉姆尼克的“指控”，包括但不限于上传克拉姆尼克所怀疑的在线比赛的录像、引述棋手和网友的观点、在其后直播的在线比赛中重现类似的连胜等。12月，事件以克拉姆尼克的Chess.com账号被该网站禁言，博客被关闭而告一段落。
值得一提的是，中村光在2023年所下的古典时制比赛中未尝一败。

## 个人生活
2023年7月，中村光与来自伊朗的女子特级大师阿图莎·普尔卡希扬结婚。

## 轶事
2018年，在圣路易斯的一次聚会上，中村光和加拿大特级大师埃里克·汉森于一盘酒后的快棋之后疑似发生口角。在网上流传的视频中，中村光和汉森在相对友好的棋局之后，于室外扭打在一起，最后被人群拉开。

## 獎項和提名
| 年   | 典禮   | 範疇             | 結果 | 參考  |
| ---- | ------ | ---------------- | ---- | ----- |
| 2022 | 流光獎 | 最佳國際象棋主播 | 提名 | [ 9 ] |

| 成就                     | 成就                                          | 成就                       |
| ------------------------ | --------------------------------------------- | -------------------------- |
| 前任： 亞歷山大·沙巴洛夫 | 美國西洋棋冠軍 2005年                         | 繼任： 亞歷山大·奧尼斯丘克 |
| 前任： 尤里·舒爾曼       | 美國西洋棋冠軍 2009年                         | 繼任： 加塔·卡姆斯基       |

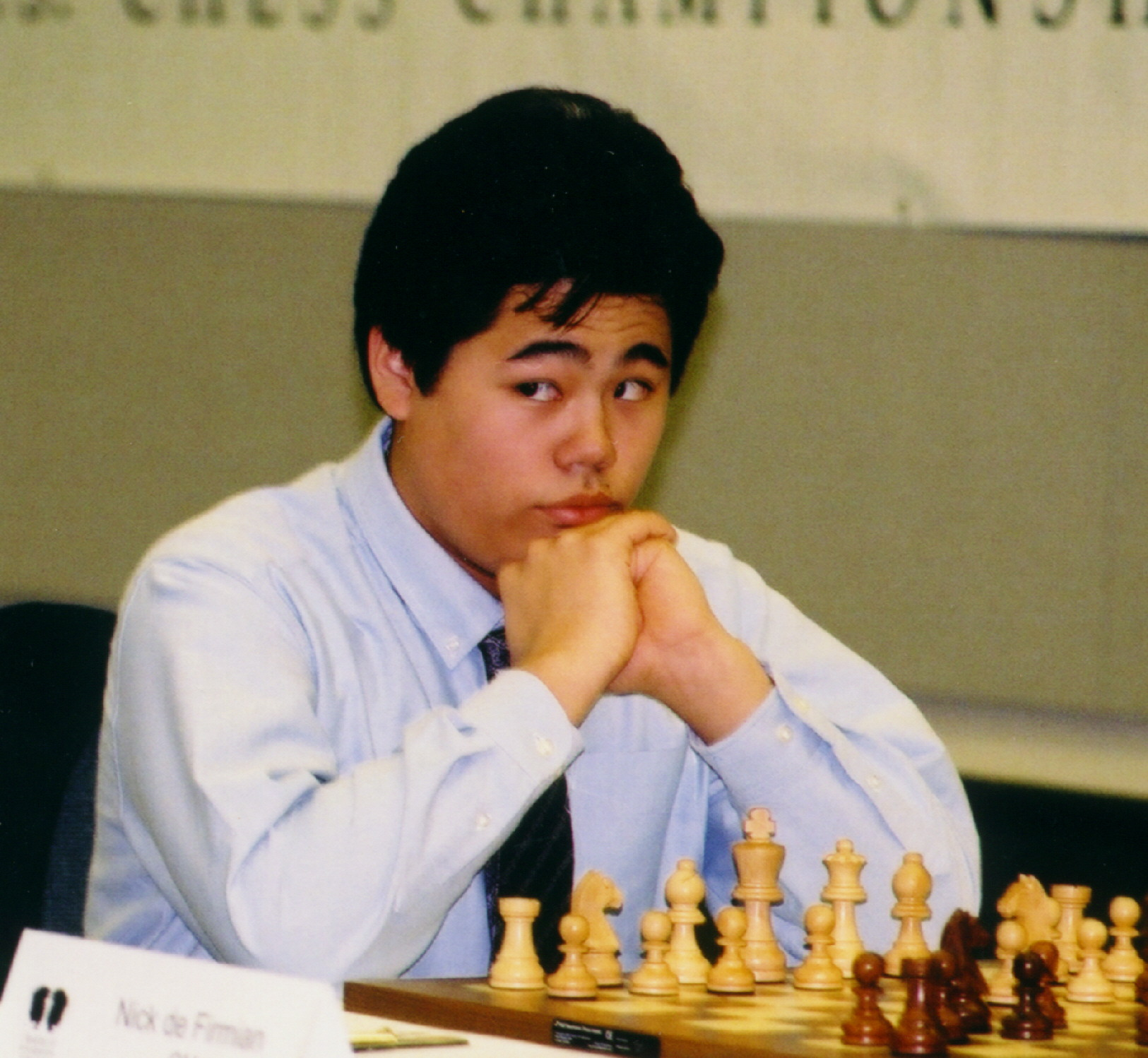
中村光（攝於2003年美國錦標賽）

| 前任： 維內·巴特         | 美國史上最年輕的西洋棋大師 1998年－2008年     | 繼任： 尼可拉斯·尼普       |
| 前任： 維內·巴特         | 美國史上最年輕的西洋棋國際大師 2001年－2007年 | 繼任： 雷·羅布森           |
| 前任： 鮑比·菲舍爾       | 美國史上最年輕的西洋棋頂級大師 2003年－2007年 | 繼任： 法比亞諾·卡魯阿納   |

## 参阅
- 国际象棋大师

## 外部連結
- Nakamura Hikaru FIDE Online Personal Card
- （页面存档备份，存于）
- 中村光在Chess.com的帳戶 （页面存档备份，存于）
- 中村光的Twitch頻道 （页面存档备份，存于）
- 中村光的Youtube頻道 （页面存档备份，存于）